# Farina de blat de moro

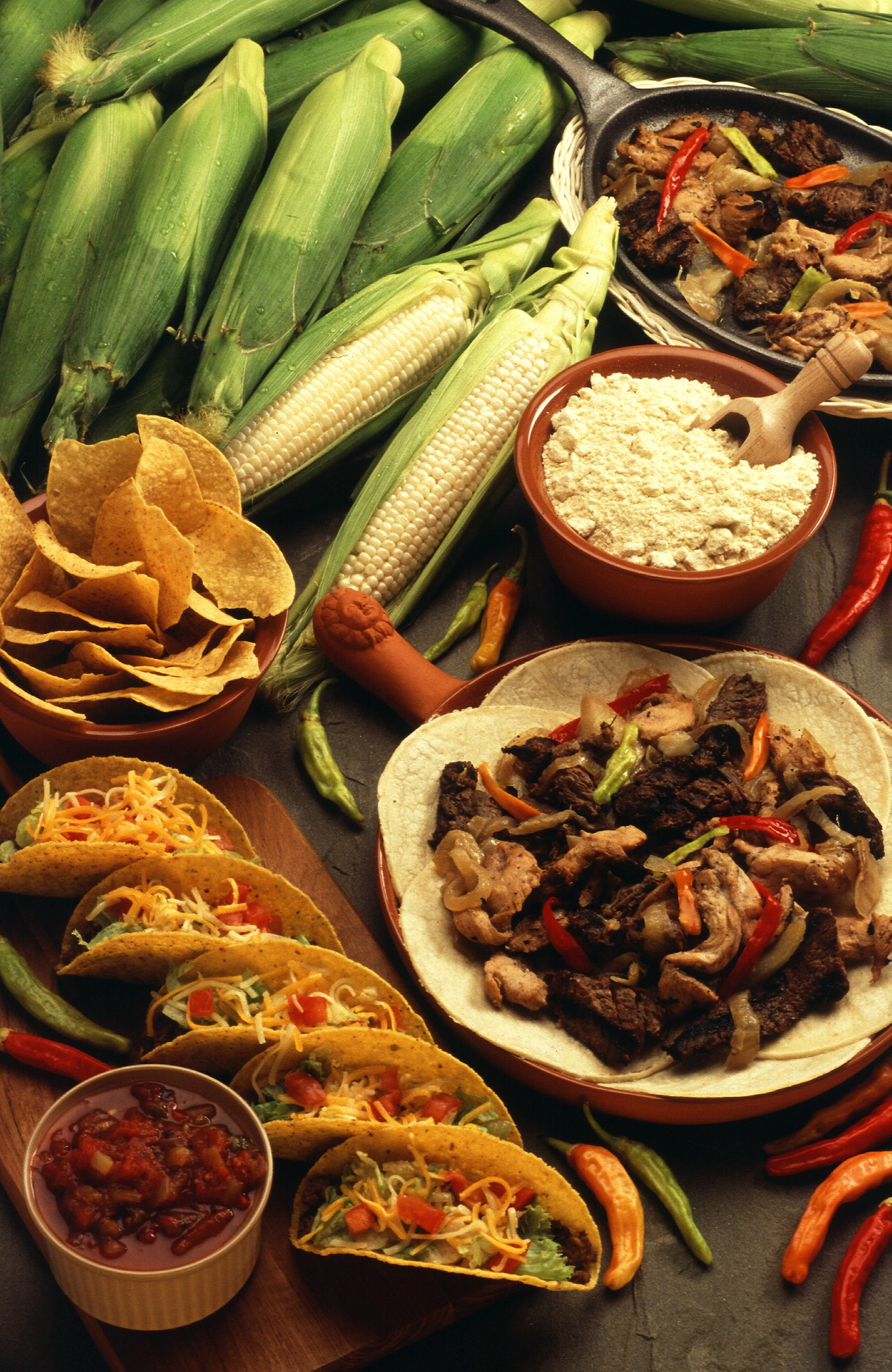
Menjar a base de farina de blat de moro.

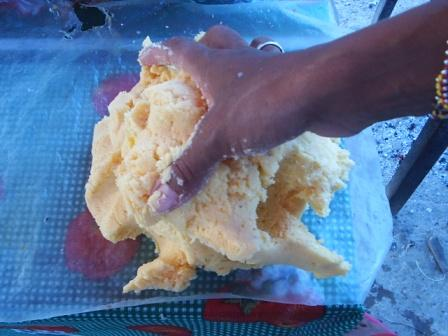
Massa de farina de blat de moro.

La farina de blat de moro és la pols fina que s'obté molent el blat de moro mitjançant diferents mètodes, com a cultiu tradicional dels pobles originaris d'Amèrica és en aquesta part del món on es consumeix més assíduament, especialment a Llatinoamèrica on és part fonamental de les cuines de Colòmbia, Mèxic, Perú i Veneçuela.
Recentment, també s'ha descobert el potencial de la farina de blat de moro per la indústria alimentària, ja que afegeix un seguit de característiques diferents respecte al producte original en l'elaboració d'aliments ultraprocessats.

## Tipus
Hi ha diversos tipus coneguts de farina de blat de moro entre ells:
- Farina blat de moro precuita, en la que es cou el blat de moro abans de moldre'l. És la modalitat més comercial. A Veneçuela es coneix com a "Harina PAN" per vulgarització.
- Farina blat de moro pelat: on es bull el blat de moro desgranat amb calç, per despullar-lo de la seva closca.
- Farina blat de moro pilat: on es mol el blat de moro encara cru i es cou després.
- Farina blat de moro torrat: on es torra el blat de moro abans de moldre'l. El producte canari gofio millo, denominat a Veneçuela fororo, és un tipus de farina de milions.
- Frangollo: Farina gruixuda o Rolón, utilitzada a Canàries per a unes postres del mateix nom.

## Usos regionals

### Àfrica
A la cuina africana és emprada sovint com epònim de molts plats i preparacions, d'aquesta forma es troba:
- Nshima i el Nsima, en Zàmbia i Malawi respectivament
- Nomadi, República Democràtica del Congo
- Sadza, Zimbabwe
- Ugali, cuina d'Àfrica oriental (on es denomina genèricament com: Avenc i Posh en Uganda)
- Mieli-meal o mealie pap, cuines del sud d'Àfrica
- Les receptes que empren farina de blat de moro com a ingredient addicional són: el fufu o foufou de la cuina de l'Àfrica central i Àfrica occidental, i Injera en Etiòpia, en Somàlia i Eritrea (conegut com a Lahoh a Eritrea).

### Europa
- Kachamak (en búlgar: качамак), Bulgària.
- Mamaliga, Romania.
- Farina di granturco, a Itàlia (no és el mateix que la farina que s'elabora de blat).
- Polenta, molt popular al sud d'Europa -especialment al Nord d'Itàlia.
- Arapash or Harapash, Albània- similar a l'estil romanès però sovint combinat amb òrgans o formatge feta, similar al grec.
- Boroña, pa farcit d'embotit molt típic d'Astúries.

### Meso-i Amèrica del Sud
- Massa, emprat per elaborar tortilles a Amèrica Central i Amèrica del Sud
- Pozole, platet tradicional de Mèxic, així com el tamal, l'tortilla per tacos, quesadillas, torrades, sopa asteca, i l'atole (beguda a base de cacau i blat de moro d'origen mesoamericano), entre altres platets mexicans depenent de la regió gastronòmica de Mèxic.
- FUBA, Brasil
- Funchi, un plat a base de farina de blat de moro que es consumeix a l'illa de Curaçao
- En Veneçuela i Colòmbia es fa servir la farina per a la preparació de arepas, hallaquitas, empanades, cachapas, hallacas i mazamorras.

### Estats Units i Canadà
- Grits
- Cornbread
- Hominy
- Mush
- Johnnycake
- Hushpuppy